# Новый Мелькен
Новый Мелькен — село в Мензелинском районе Татарстана. Административный центр Новомелькенского сельского поселения.

## География
Находится в восточной части Татарстана на расстоянии приблизительно 10 км на восток по прямой от районного центра города Мензелинск на берегу Нижнекамского водохранилища.

## История
Известно с 1738 года. В начале XX века работала миссионерская школа. Относится к числу населенных пунктов с кряшенским населением.

## Население
Постоянных жителей было: в 1795—256, в 1859—687, в 1870—706, в 1884—900, в 1897—1104, в 1906—1201, в 1920—1289, в 1926—1169, в 1938—959, в 1949—663, в 1958—591, в 1970—658, в 1979—945, в 1989—704, в 2002—597 (татары 97 %, фактически кряшены), 516 в 2010.